# ميركو ميلاشفيتش
ميركو ميلاشفيتش مواليد 27 يوليو 1985 في ستنيي، جمهورية يوغوسلافيا الاشتراكية الاتحادية، هو لاعب كرة يد مونتينيغري يلعب كوسط مدافع. يلعب حاليا مع نادي فيسبرم لكرة اليد ويحمل الرقم 40. مثل منتخب الجبل الأسود لكرة اليد.

## سجل المنافسة
شارك في البطولات التالية:
- بطولة أوروبا لكرة اليد للرجال 2014
- بطولة أوروبا لكرة اليد للرجال 2016